# コミックブレイドMASAMUNE
『コミックブレイドMASAMUNE』（COMIC BLADE マサムネ）は株式会社マッグガーデンが発行していた日本の漫画雑誌。『月刊コミックブレイド』の姉妹雑誌。2002年12月10日に創刊、2003年6月からは季刊誌として刊行開始された（『月刊コミックブレイド』の臨時増刊号扱い）。2004年6月からは『コミックブレイドGUNZ』を統合し、隔月刊誌（臨時増刊）として独立創刊し偶数月15日に刊行。2005年9月からは『月刊コミックブレイド』から独立し、名称も『月刊コミックブレイド臨時増刊コミックブレイドMASAMUNE』から『隔月刊コミックブレイドMASAMUNE』となった。
2007年6月15日発売の初夏号（7月・9月合併号）をもって刊行を終了。連載作品の一部は同年9月15日発売の『月刊コミックブレイドアヴァルス』に移籍。

## 作品一覧

### 『月刊コミックブレイド』へ移籍
- 式神×少女（くぼた浩）
- 白雪ぱにみくす!（桐原いづみ）
- DRAGON SISTER! -三國志 百花繚乱-（nini）
- ぷちはうんど（ねこねこ）
- ワルキューレの栄光（冨士宏）
- 猫ラーメン（そにしけんじ）

### 『月刊コミックブレイドアヴァルス』へ移籍
- EREMENTAR GERAD -蒼空の戦旗-（東まゆみ）
- 葬送曲ナイトメア （亜樹新）
- tactics（木下さくら×東山和子）
- なかよし公園（ねじまき我人）
- パンゲア・エゼル（浅野りん）
- モノクローム・ファクター（空廼カイリ）

### 休載中
- ENZE-エンゼ-（謎古ゆき）
- 新装 里見☆八犬伝（よしむらなつき）
- Purism×Egoist（萌木原ふみたけ）
- ワールドエンド・フェアリーテイル・アフター（箱田真紀）
- ユグドラシル・ライブライン（桜野みねね）
- うりポッ（有馬啓太郎） - 単行本読みきりという形に移行

### 連載終了
- ASSASSINS（さとがねしょう）
- あさっての方向。（山田J太）
- Archaic Chain -アルカイック・チェイン-（天河信彦×皇なつき）
- IGNITE WEDGE（堤芳貞）
- 「おみそれしました。」（三鷹ナオ）
- 片神名〜あかつきの姫とたそがれの女王〜（山本京）
- GUN DOLLS（索次朗）
- クリスト -橙眼のメシア-（空廼カイリ）
- 月光ゲーム（有栖川有栖×鈴木有布子）
- COCOON（竹下堅次朗）
- ショコラ 〜maid cafe "curio"〜（桐原いづみ）
- スライハンド（我孫子武丸×藤谷陽子）
- 01 ZERO-ONE （住川惠）
- ちぇんじ2!!（松葉博）
- DEATH GOD 4 （さとがねしょう）
- PUZZLE+（菅野マナミ）
- ハルカゼ BITTER☆BOP（別天荒人）
- ひなぎく見参! 一本桜花町編（桜野みねね）
- 部活動（西田理英）
- ぷりんせす☆ぶらいど☆すとーりー（藤野もやむ）
- MAGICA（住川惠）
- 龍屠玩偶（吉川博尉）
- 私は野球部マネージャー（小箱とたん）
- ワルキューレの降誕（冨士宏）

## 映像化
| 作品             | 放送年          | アニメーション制作 | 備考 |
| ---------------- | --------------- | ------------------ | ---- |
| tactics          | 2004年 - 2005年 | スタジオディーン   |      |
| あさっての方向。 | 2006年          | J.C.STAFF          |      |

掲載誌を他誌に移籍後に『モノクローム・ファクター』はテレビアニメ化されている。